# Wettersatz
Ein Wettersatz ist eine Maschine zur künstlichen Bewetterung im Bergbau. Er hat vom prinzipiellen Aufbau große Ähnlichkeit mit einer gewöhnlichen Saugpumpe. Eingesetzt wurde er überwiegend im Harzer Bergbaurevier.

## Geschichtliches und Grundlagen

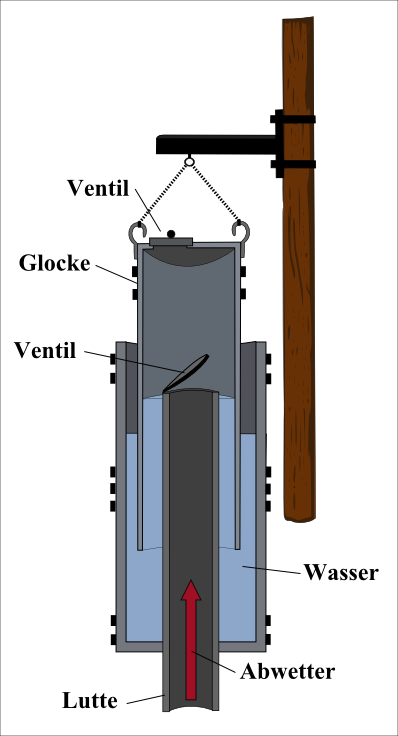
Prinzipzeichnung vom Harzer Wettersatz

Erfunden wurde der Wettersatz im Jahr 1734 von Christian Schwarzkopf zu Clausthal. Da der Wettersatz im Harz erfunden wurde, wird er auch als Harzer Wettersatz bezeichnet. Der Harzer Wettersatz, der auch Paterscher Wetterkasten genannt wird, ist somit die älteste Wettermaschine. Eingesetzt wurde der Wettersatz zur Bewetterung kleiner Grubengebäude und beim Abteufen von Schächten. Im Laufe der Jahre wurde der Wettersatz mehrfach verbessert. Aufgrund seines einfachen Aufbaus war der Harzer Wettersatz verhältnismäßig kostengünstig. Er wurde in einigen Bergbaurevieren bis Anfang des 20. Jahrhunderts benutzt. Eingesetzt wurde der Wettersatz überall dort, wo andere Bewetterungsmaschinen nicht zu bekommen waren. Mit einem Wettersatz konnten Strecken mit einer Länge von bis zu 1000 Metern bewettert werden.

## Aufbau
Es gibt zwei unterschiedliche Bauformen des Wettersatzes, den einfachen und den doppelten Wettersatz. Der einfache Wettersatz besteht aus einem feststehenden und einem beweglichen Holzfass. In das feststehende äußere Fass ist am Boden eine Röhre angebracht, die weit bis in das Fass hineinreicht. Am oberen Ende der Röhre befindet sich ein Klappenventil. Am unteren Ende der Röhre wird eine Lutte angeschlossen. In das äußere Fass wird das kleinere zweite Fass so montiert, dass es über die Röhre gestülpt ist und gleichzeitig auch beweglich ist. Dieses zweite Fass wird auch als Glocke bezeichnet, es ist am oberen Ende mit einem Pumpengestänge verbunden, damit es auf und ab bewegt werden kann. Zum Ein- und Ausströmen der Wetter befinden sich am inneren Fass zwei Ventile. Je nach Aufbau dieser Ventile kann der Wettersatz als Wetterbläser oder als Wettersauger arbeiten. Beim Wettersauger ist die Röhre mit einem nach außen klappenden Ventil versehen und in der Glocke befinden sich nach innen klappende Ventile. Beim Wetterbläser ist das Klappventil an der Röhre nach innen klappend und die Ventile an der Glocke sind nach außen klappend konstruiert. In das äußere Fass wird Wasser bis unterhalb der Röhre eingefüllt. Das äußere Fass ist oben und das innere Fass ist unten offen. Der doppelte Wettersatz besteht aus zwei feststehenden und zwei beweglichen Fässern. Die beweglichen Fässer sind mittels Ketten an einem Balken befestigt, der durch Maschinenkraft bewegt wird. Der sonstige Aufbau dieses Wettersatzes gleicht dem des einfachen Wettersatzes.

## Funktion
Durch die Bewegung des Hubgestänges wird das innere Fass auf und ab bewegt. Je nachdem, ob der Wettersatz nun als Wettersauger oder als Wetterbläser eingesetzt wird, arbeiteten die Ventile entsprechend. Beim Wettersauger entsteht bei jedem Hub des beweglichen Fasses zwischen dem Boden des inneren Fasses und der Wasseroberfläche ein Unterdruck. Aufgrund dieses Unterdrucks wird nun das Ventil an der Röhre geöffnet. Dadurch strömt die Luft aus der Lutte in den Hohlraum des Wettersatzes. Die Abwetter aus den Grubenbauen strömen dann in die Lutte. Bei der Abwärtsbewegung des inneren Fasses wird nun diese im Wettersatz befindliche Luft komprimiert. Es entsteht im Wettersatz ein leichter Überdruck, der die Ventile des inneren Fasses öffnet. Dadurch kann die Luft aus dem Wettersatz in die freie Atmosphäre ausströmen. Beim Wetterbläser öffnen sich bei jedem Hub der Glocke die Ventile in der Glocke. Dadurch strömt die Frischluft beim Anheben der Glocke in den Wettersatz ein. Sobald die Glocke durch das Gestänge niedergedrückt wird, schließen sich die Ventile in der Glocke. Die in der Glocke befindliche Luft wird nun komprimiert und wird durch die Röhre in die Lutte gedrückt und somit in die Grubenbaue geblasen.